# XII legislatura de El Salvador
La XII legislatura de El Salvador fue una reunión del poder legislativo del gobierno de El Salvador, compuesto por los 84 diputados que integraron la Asamblea Legislativa. Inició en San Salvador, el 1 de mayo de 2018 y finalizó el 30 de abril de 2021.

## Sesión de Instalación

Distribución de escaños por ideología política:
Derecha—37 (ARENA)
Izquierda—24 (FMLN y CD)
Centro–Centroderecha—22 (GANA, PCN y PDC)
Ninguno—1

### Elección del presidente
| Alianza Republicana Nacionalista                   | 36 | Norman Quijano |
| Frente Farabundo Martí para la Liberación Nacional | 23 | Norman Quijano |
| Gran Alianza por la Unidad Nacional                | 10 | Norman Quijano |
| Partido de Concertación Nacional                   | 9  | Norman Quijano |
| Partido Demócrata Cristiano                        | 3  | Norman Quijano |
| Cambio Democrático                                 | 1  | Norman Quijano |
| Independiente                                      | 1  | Norman Quijano |
| Ausente                                            | 1  | Norman Quijano |
|                                                    |    | Norman Quijano |
| Total                                              | 84 | Norman Quijano |

### Junta Directiva

Distribución de la Junta Directiva de la Asamblea Legislativa 2018-2021.

| Cargo                                 | Miembro             | Partido | Partido                                            | Departamento | Plazo en el cargo |
| ------------------------------------- | ------------------- | ------- | -------------------------------------------------- | ------------ | ----------------- |
| Presidente de la Asamblea Legislativa | Norman Quijano      |         | Alianza Republicana Nacionalista                   | San Salvador | 2018–2019         |
| Presidente de la Asamblea Legislativa | Mario Ponce         |         | Partido de Concertación Nacional                   | Cuscatlán    | 2019–2021         |
| Primer Vicepresidente                 | Serafín Orantes     |         | Partido de Concertación Nacional                   | Ahuachapán   | 2018-2019         |
| Primer Vicepresidente                 | Norman Quijano      |         | Alianza Republicana Nacionalista                   | San Salvador | 2019–2021         |
| Segundo Vicepresidente                | Guillermo Gallegos  |         | Gran Alianza por la Unidad Nacional                | San Salvador | 2018–2021         |
| Tercera Vicepresidenta                | Yanci Urbina        |         | Frente Farabundo Martí para la Liberación Nacional | San Salvador | 2018–2021         |
| Cuarto Vicepresidente                 | Alberto Romero      |         | Alianza Republicana Nacionalista                   | Cuscatlán    | 2018–2021         |
| Primer Secretario                     | Reynaldo Cardoza    |         | Partido de Concertación Nacional                   | Chalatenango | 2018–2021         |
| Segundo Secretario                    | Rodolfo Parker      |         | Partido Demócrata Cristiano                        | San Salvador | 2018–2021         |
| Tercera Secretaria                    | Cristina Cornejo    |         | Frente Farabundo Martí para la Liberación Nacional | La Libertad  | 2018–2021         |
| Cuarta Secretaria                     | Patricia Valdivieso |         | Alianza Republicana Nacionalista                   | San Salvador | 2018–2021         |
| Quinto Secretario                     | Lorenzo Rivas       |         | Gran Alianza por la Unidad Nacional                | Cabañas      | 2018–2021         |
| Sexto Secretario                      | Mario Marroquín     |         | Alianza Republicana Nacionalista                   | Santa Ana    | 2018–2021         |

## Gobierno de Bukele

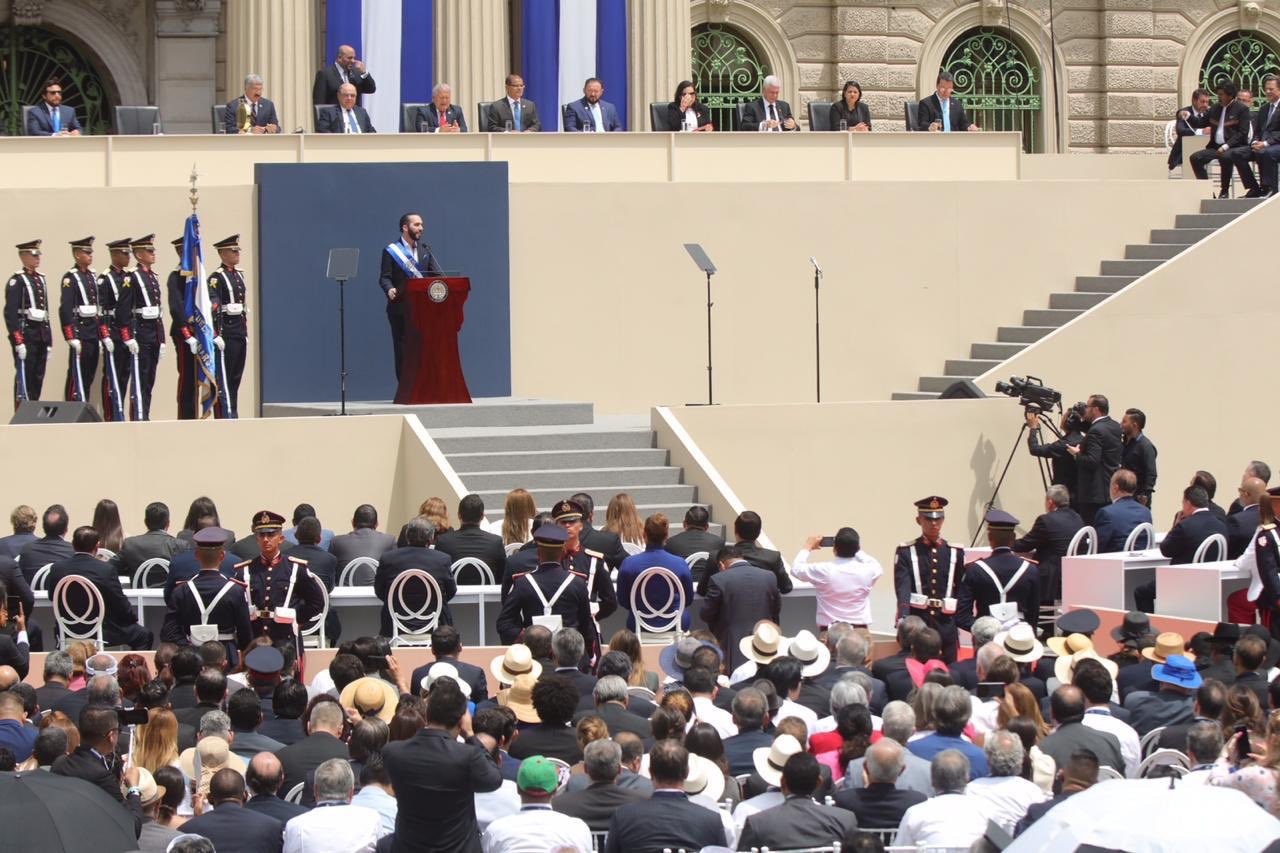
Bukele en su discurso de toma de posesión.

La toma de posesión se realizó a las 9:00 a.m. en la plaza Gerardo Barrios, por solicitud de Bukele, y no en las instalaciones del Centro Internacional de Ferias y Convenciones (CIFCO), como se venía haciendo anteriormente. La sesión estuvo dirigida por Norman Quijano, presidente de la Asamblea Legislativa.

#### Asamblea rechaza convocatoria a plenaria de Bukele
El 7 de febrero de 2020, el presidente Nayib Bukele, convocó a los diputados a una plenaria extraordinaria para presionarlos a aprobar el crédito de $109 millones para la Fase III del plan de Seguridad, a lo que los diputados respondieron con una reunión de emergencia de la Comisión Política y rechazaron que el Ejecutivo les ordene cuándo legislar.
Esto desató la crisis política en El Salvador de 2020, cuando el gobierno del presidente Nayib Bukele, ordenó el ingreso de tropas del Ejército de El Salvador a las instalaciones de la Asamblea Legislativa.

### Pandemia de COVID-19

#### Asamblea declara estado de emergencia para enfrentar la pandemia por COVID-19
El estado de excepción se aprobó tras la aceptación de apoyar la medida por parte del partido opositor Alianza Republicana Nacionalista, dado que el decreto, al suspender garantías constitucionales, necesitaba al menos 56 votos. Los únicos partidos que se opusieron a dicho estado fueron el izquierdista Frente Farabundo Martí para la Liberación Nacional y el Partido Demócrata Cristiano.
Resultado de la votación:
| Asunto                                                                      | Fecha                                                  | Voto | Voto |    |    |    |   |   |   |   | Total |
| --------------------------------------------------------------------------- | ------------------------------------------------------ | ---- | ---- | -- | -- | -- | - | - | - | - | ----- |
| Declaración de estado de emergencia para enfrentar la pandemia por COVID-19 | 15 de marzo de 2020 Mayoría absoluta requerida (56/84) | Sí   |      | 37 |    | 10 | 9 | 1 | 1 | 1 | 59/84 |
| Declaración de estado de emergencia para enfrentar la pandemia por COVID-19 | 15 de marzo de 2020 Mayoría absoluta requerida (56/84) | No   |      |    | 23 |    |   | 2 |   |   | 25/84 |
| Declaración de estado de emergencia para enfrentar la pandemia por COVID-19 | 15 de marzo de 2020 Mayoría absoluta requerida (56/84) | Abs. |      |    |    |    |   |   |   |   | 0/84  |

#### Diputados desaprueban prórroga de emergencia
En la nación estuvieron vigentes tres instrumentos jurídicos para regular la cuarentena ante la pandemia y la Ley de Emergencia venció el 16 de mayo de 2020. El presidente de la Asamblea Legislativa Mario Ponce precisó que buscaron crear un instrumento con criterio técnico que le permitió al Ejecutivo contener o detener el avance de la pandemia.

## Renuncias

### Diputados del partido ARENA
Durante el año 2020, el partido ARENA sufrió de una severa crisis interna, por casos de corrupción, implicaciones en actos delictivos, reuniones ilícitas de algunos funcionarios de ese partido en los años anteriores, además que el entonces presidente de la Comisión Ejecutiva Nacional (COENA) Gustavo López Davidson fue señalado por actos delictivos en la venta ilegal de armas. Varios diputados de dicho partido para el período 2018-2021 decidieron renunciar al partido ARENA a pesar de que la Ley de Partidos Políticos estipula que los diputados no pueden renunciar al partido por el que fueron electos hasta terminar su legislatura, sin embargo estos diputados expusieron su descontento con el partido ya que este dejó de representar sus ideales y no se iban a prestar a "actos oscuros" por parte del mismo. Entre los diputados que renunciaron al partido se encuentran los diputados René Gustavo Escalante y Felissa Cristales por el Departamento de La Libertad, la diputada Milena Mayorga por el Departamento de San Salvador y el diputado Arturo Simeón Magaña por el Departamento de Ahuachapán; lo que redujo la fracción legislativa de ARENA de 37 diputados a 33.

## Presupuestos

### 2020
Resultado de la votación:
|                                           | Fecha                                                      | Voto | Voto |    |    |    |   |   |   |   | Total |
| ----------------------------------------- | ---------------------------------------------------------- | ---- | ---- | -- | -- | -- | - | - | - | - | ----- |
| Presupuesto General de la nación año 2020 | 13 de diciembre de 2019 Mayoría absoluta requerida (56/84) | Sí   |      | 37 |    | 10 | 9 | 3 | 1 | 1 | 61/84 |
| Presupuesto General de la nación año 2020 | 13 de diciembre de 2019 Mayoría absoluta requerida (56/84) | No   |      |    | 23 |    |   |   |   |   | 23/84 |
| Presupuesto General de la nación año 2020 | 13 de diciembre de 2019 Mayoría absoluta requerida (56/84) | Abs. |      |    |    |    |   |   |   |   | 0/84  |

### 2021
Resultado de la votación:
|                                           | Fecha                                                      | Voto | Voto |    |    |   |   |   |   |   | Total |
| ----------------------------------------- | ---------------------------------------------------------- | ---- | ---- | -- | -- | - | - | - | - | - | ----- |
| Presupuesto General de la nación año 2021 | 24 de diciembre de 2020 Mayoría absoluta requerida (56/84) | Sí   |      | 32 | 23 |   | 1 | 2 |   |   | 58/84 |
| Presupuesto General de la nación año 2021 | 24 de diciembre de 2020 Mayoría absoluta requerida (56/84) | No   |      |    |    | 1 |   |   | 1 | 1 | 3/84  |
| Presupuesto General de la nación año 2021 | 24 de diciembre de 2020 Mayoría absoluta requerida (56/84) | Abs. |      | 5  |    | 9 | 8 | 1 |   |   | 23/84 |

## Desaforados

### Diputado Norman Quijano
Resultado de la votación:
| Desaforado     | Fecha                                              | Voto | Voto |    |    |    |   |   |   |   | Total |
| -------------- | -------------------------------------------------- | ---- | ---- | -- | -- | -- | - | - | - | - | ----- |
| Norman Quijano | 7 de mayo de 2020 Mayoría simple requerida (43/84) | Sí   |      | 3  | 23 | 10 | 1 | 2 | 1 | 1 | 41/84 |
| Norman Quijano | 7 de mayo de 2020 Mayoría simple requerida (43/84) | No   |      | 33 |    |    |   | 1 |   |   | 34/84 |
| Norman Quijano | 7 de mayo de 2020 Mayoría simple requerida (43/84) | Abs. |      |    |    |    | 8 |   |   |   | 8/84  |

### Diputado Arturo Magaña
La Asamblea Legislativa aprobó el desafuero al diputado Arturo Magaña, permitiendo así enfrentar las acusaciones fiscales relacionadas con el incidente de tránsito ocurrido el 29 de agosto de 2020, en el cual se le imputó homicidio culposo contra Francisco Moya.
Resultado de la votación:
| Desaforado    | Fecha                                                    | Voto | Voto |    |    |   |   |   |   |   | Total |
| ------------- | -------------------------------------------------------- | ---- | ---- | -- | -- | - | - | - | - | - | ----- |
| Arturo Magaña | 17 de noviembre de 2020 Mayoría simple requerida (43/84) | Sí   |      | 33 | 23 | 6 | 5 | 2 | 1 | 1 | 71/84 |
| Arturo Magaña | 17 de noviembre de 2020 Mayoría simple requerida (43/84) | No   |      |    |    |   |   |   |   |   | 0/84  |
| Arturo Magaña | 17 de noviembre de 2020 Mayoría simple requerida (43/84) | Abs. |      | 4  |    | 4 | 4 | 1 |   |   | 13/84 |

### Viceministro de Seguridad Mauricio Arriaza Chicas
El 8 de diciembre de 2020, los diputados de la Asamblea Legislativa desarrollaron la plenaria especial para someter a votación el dictamen de desafuero del director de la Policía Nacional Civil y viceministro de Seguridad, Mauricio Arriaza Chicas. Mientras se desarrollaba la plenaria, representantes de diferentes sindicatos se apostaron en las afueras del palacio legislativo donde quemaron pólvora y realizaron protestas.

#### Renuncia
Mauricio Arriaza Chicas, director de la Policía Nacional Civil, cesó en su función como viceministro de Seguridad tras presentar su renuncia al cargo, siendo corroborado por los representantes legales del funcionario durante la sesión plenaria especial para el desafuero del comisionado. Esta información fue posteriormente ratificada por la publicación oficial en el Diario Oficial.

## Diputados por departamento
Debido a la población de cada departamento, hay listas plurinominales departamentales que se reparten así:
| Departamento |    |   |   |   |   |   |   | Total |
| ------------ | -- | - | - | - | - | - | - | ----- |
| San Salvador | 12 | 6 | 2 | 1 | 1 | 1 | 1 | 24    |
| La Libertad  | 5  | 3 | 1 | 1 |   |   |   | 10    |
| Santa Ana    | 3  | 1 | 1 | 1 | 1 |   |   | 7     |
| San Miguel   | 2  | 2 | 1 |   | 1 |   |   | 6     |
| Sonsonate    | 2  | 2 | 1 | 1 |   |   |   | 6     |
| Usulután     | 2  | 2 | 1 |   |   |   |   | 5     |
| Ahuachapán   | 2  | 1 |   | 1 |   |   |   | 4     |
| La Paz       | 2  | 1 | 1 |   |   |   |   | 4     |
| La Unión     | 2  | 1 |   |   |   |   |   | 3     |
| Chalatenango | 1  | 1 |   | 1 |   |   |   | 3     |
| Morazán      | 1  | 1 | 1 |   |   |   |   | 3     |
| Cuscatlán    | 1  | 1 |   | 1 |   |   |   | 3     |
| San Vicente  | 1  | 1 |   | 1 |   |   |   | 3     |
| Cabañas      | 1  |   | 1 | 1 |   |   |   | 3     |